# Julián Speroni
Julián María Speroni (Buenos Aires, Argentina, 18 de mayo de 1979) es un exfutbolista argentino. Jugaba de portero y su último equipo fue el Crystal Palace.

## Trayectoria
Surgido de las divisiones inferiores de Platense, hizo su debut en el mismo, en 1998. Jugó en el Platense hasta el 2001, cuando sería transferido al Dundee FC, en donde jugaría hasta el 2004. Con 25 años de edad daría el gran salto para jugar en el fútbol inglés, por un total de 1 millón de euros llegaría al Crystal Palace FC, que llegaba en un momento difícil en lo deportivo para el club, con el que disputó 15 años jugando tanto en la Premier League y en la Championship. Es considerado por muchos simpatizantes de "Las Águilas" como un ídolo en el club, contando con 2 veces consecutivas con el premio de "Mejor jugador del club" en las temporadas 2007-2008  y 2009-10.  Además de tener 112 vallas invictas 
En Platense, solo llegó a disputar 2 partidos profesionalmente, uno de ellos fue la derrota 6-1 frentre a Club Atlético Argentino de Rosario. Una vez llegado a Escocia, en el Dundee FC, jugó 92 partidos en sus tres años en el club. El 7 de enero de 2017, Speroni se convirtió en el arquero con más presencias en la historia del Crystal Palace con 405 partidos disputados en el club del sur de Londres. 
En mayo de 2019 se anunció que el jugador no seguiría en el Palace al término de la temporada 2018-19.

## Selección nacional
En noviembre de 1998, Speroni fue convocado para un amistoso contra Japón sub-20 en Tokio. En diciembre de 1998, fue convocado para la preselección de Argentina Sub-20 para el Campeonato Sudamericano Sub-20 de 1999. La selección argentina sub-20 jugó amistosos contra Hungría y Dinamarca. El 30 de diciembre, José Pékerman no lo convocó para la lista final
Speroni hizo una aparición para la Argentina Sub-20 y dijo en dos entrevistas distintas que le gustaría ser convocado por la Selección mayor, pero no fue considerado a lo largo de su carrera profesional.

## Carrera post-retiro
Tras dejar Crystal Palace, Speroni dijo que descartaba colgar los botines y que estaba dispuesto a jugar cuando tuviera cuarenta años.  Sin embargo, tras no encontrar equipo para continuar su carrera profesional, anunció su retiro del fútbol profesional después de una carrera de 20 años.  Speroni insinuó anteriormente que pasaría a ser entrenador una vez que terminara su tiempo como jugador.   En octubre de 2022 regresó a Crystal Palace como entrenador dentro del sistema de juveniles del club. 

## Vida Personal
Nacido en Buenos Aires, de padres de clase trabajadora, Speroni habló sobre lo agradable que fue su infancia. Es también fanático del Club Atlético Boca Juniors.Comenzó a jugar al fútbol cuando tenía ocho años y empezó a asistir a un club de fútbol de su escuela. Sin embargo, en un momento decidió dejar el fútbol, pero su entrenador logró convencerlo de cambiar esa decisiónSperoni también posee un pasaporte italiano, para el cual calificó a través de su abuelo. Speroni está casado con su novia de la infancia, Marina, una artista.Además tiene 3 hijos con ella. 
Speroni fue dueño de un restaurante en Purley, que se llamaba "Speroni's".  El restaurante cerró en octubre de 2016 por "problemas estructurales". También participó en obras de caridad durante estadio como arquero del Crystal Palace. 

## Clubes
|  | Club           | País       | Año       |
|  | -------------- | ---------- | --------- |
|  | Platense       | Argentina  | 1997-2001 |
|  | Dundee FC      | Escocia    | 2001-2004 |
|  | Crystal Palace | Inglaterra | 2004-2019 |

Athetic Paranaense